# Zofia Krzysztoszek
Zofia Krzysztoszek (ur. w 1925, zm. 24 lipca 2018) – polska specjalistka w dziedzinie pedagogiki, prof. dr hab.

## Życiorys
W 1950 ukończyła studia pedagogiczne na Uniwersytecie Łódzkim. Uzyskała stopień doktora habilitowanego, a w 1972 nadano jej tytuł profesora w zakresie nauk humanistycznych. Pracowała w Wyższej Szkole Pedagogicznej Towarzystwa Wiedzy Powszechnej na Wydziale Nauk Humanistycznych i Społecznych w Olsztynie, oraz w Szkole Wyższej im. Pawła Włodkowica.
Objęła funkcję profesora zwyczajnego na Wydziale Nauk Humanistycznych i Społecznych Olsztyńskiej Szkole Wyższej im. Józefa Rusieckiego i w  Koszalińskiej Wyższej Szkole Nauk Humanistycznych.
Zmarła 24 lipca 2018.